# Premio Global a la Enseñanza
El Premio Global a la Enseñanza (en inglés:  Global Teacher Prize), también conocido como el «Nobel de la Educación», es un premio anual internacional otorgado por la Fundación Varkey a un educador innovador y comprometido que haya tenido un impacto inspirador en su alumnado y en su comunidad.

## Academia
La persona ganadora es elegida por la Academia del Premio Global a la Enseñanza, compuesta por directores de escuela, expertos en educación, comentaristas, periodistas, funcionarios públicos, emprendedores tecnológicos, directores de empresas y científicos de todo el mundo. El premio consiste en 1 millón de dólares.

## Metodología
La Fundación plantea la importancia que tiene asegurarse de que el proceso de evaluación del premio sea justo y transparente.
Los criterios de evaluación son: los y las solicitantes del premio son juzgados sobre la base de un conjunto de criterios rigurosos para identificar a un maestro o maestra que haya realizado un aporte excepcional a la profesión. Por ello, la Academia busca evidencia de que los maestros y maestras nominados:
- Hayan recibido reconocimiento de sus logros en el aula y más allá de la misma por parte de alumnado, compañeros, directores de instituciones educativas o miembros de la comunidad más amplia.
- Hayan empleado prácticas instructivas innovadoras y eficaces.
- Hayan alcanzado logros en la comunidad más allá del aula, que constituyan modelos de excelencia únicos y distinguidos para la labor docente y otros ámbitos.
- Hayan incentivado a otras personas para que se sumen a la labor docente contribuyendo a través de debates públicos sobre la profesión, o con la publicación de artículos en periódicos, revistas o blogs, o desde la participación en los medios, campañas de medios sociales, eventos o conferencias.
- Hayan logrado resultados de aprendizaje demostrables en el aula, ya sea a través de la mejora de las calificaciones, la asistencia o el comportamiento del alumnado, o favoreciendo que alcancen grandes logros en el ámbito laboral, entre otras.
- Hayan garantizado que los niños y niñas reciban una educación basada en los valores, que los forme para ser ciudadanos y ciudadanas de un mundo donde se van encontrando con personas de diferentes religiones, culturas y nacionalidades.

### Elegibilidad
El premio está abierto a todos los profesores y profesoras que actualmente están activos en la enseñanza de niños en escolaridad obligatoria, o que tienen entre 5 y 18 años. Los docentes que continúan enseñando, incluso a tiempo parcial, también son elegibles, como los que enseñan cursos en línea. El premio está abierto a docentes que trabajan en todo tipo de escuelas y, sujeto a las leyes locales, en cualquier país del mundo. Luego de las inscripciones, se realiza una lista con 50 seleccionados para llegar a 10 nominaciones entre que las que se elige el galardonado.

## Ganadores
- 2015,  Nancie Atwell
- 2016,  Hanan Al Hroub
- 2017,  Maggie MacDonnell
- 2018,  Andria Zafirakou
- 2019,  Peter Tabichi
- 2020,  Ranjitsinh Disale
- 2021,  Keishia Thorpe
- 2023,  Sister Zeph
- 2024,  Fuseini Fuseina
- 2025,  Mansour Al Mansour